# Mechanizm kierowniczy

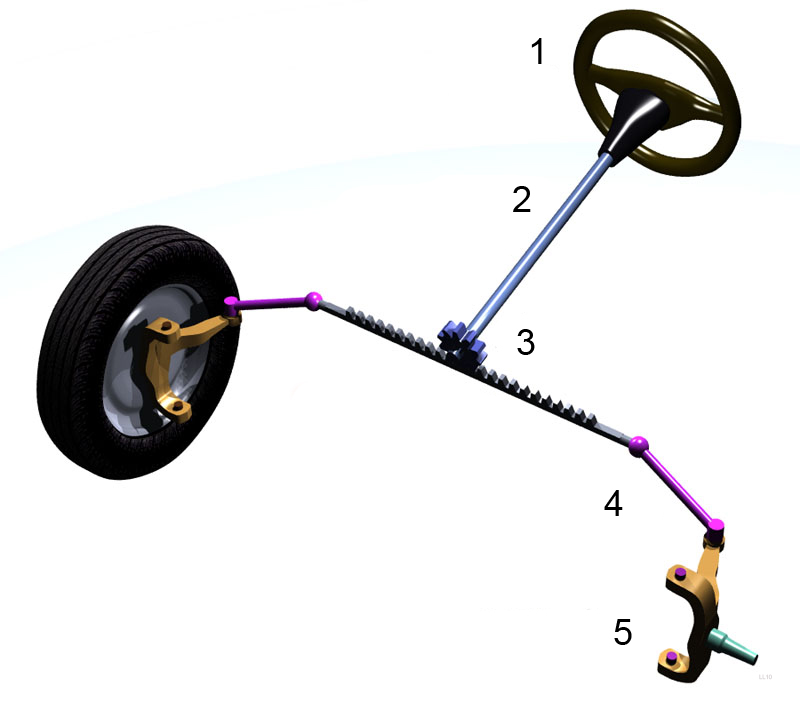
Schemat mechanizmu kierowniczego z zębatką: 1 -koło kierownicze, 2 - kolumna kierownicza, 3 - przekładnia kierownicza, 4 - drążek kierowniczy, 5 - zwrotnica

Mechanizm kierowniczy służy do przekazywania ruchu obrotowego koła kierownicy na zwrotnice w celu skręcenia kół kierowanych. Dzięki odpowiedniemu przełożeniu mechanizm ten dostosowuje wartości sił przyłożonych przez kierowcę do koła kierownicy i wartości kątów obrotu tego koła do wartości i sił niezbędnych do kierowania pojazdu. Koło jest osadzone na wale osłoniętym kolumną, na którego drugim końcu jest osadzony element napędzający przekładni kierowniczej. Głównym zespołem tego mechanizmu jest przekładnia kierownicza.